# Synaptantha
Synaptantha là một chi thực vật có hoa trong họ Thiến thảo (Rubiaceae).

## Loài
Chi Synaptantha gồm các loài: